# Bayswater
Bayswater is een Londense woonwijk in de City of Westminster.
De wijk ligt ten noorden van Hyde Park en Kensington Gardens. Bayswater Road gaat aan de oostkant bij Marble Arch over in Oxford Street. Een prestigieuze winkelstraat in de wijk is Queensway.
De huizen in Bayswater variëren van zeer dure, veelal victoriaanse, panden tot kleine appartementen. Ook heeft de wijk een zeer hoge concentratie van hotels. De bevolking is zeer gevarieerd: naast veel autochtone Engelsen wonen er mensen met een Arabische achtergrond, Grieken, Brazilianen en Amerikanen. Dit geeft de wijk een kosmopolitisch karakter, wat ook tot uitdrukking komt in het aantal exotische eethuizen.
De bevolkingsdichtheid is 17.500 per km².

## Galerij

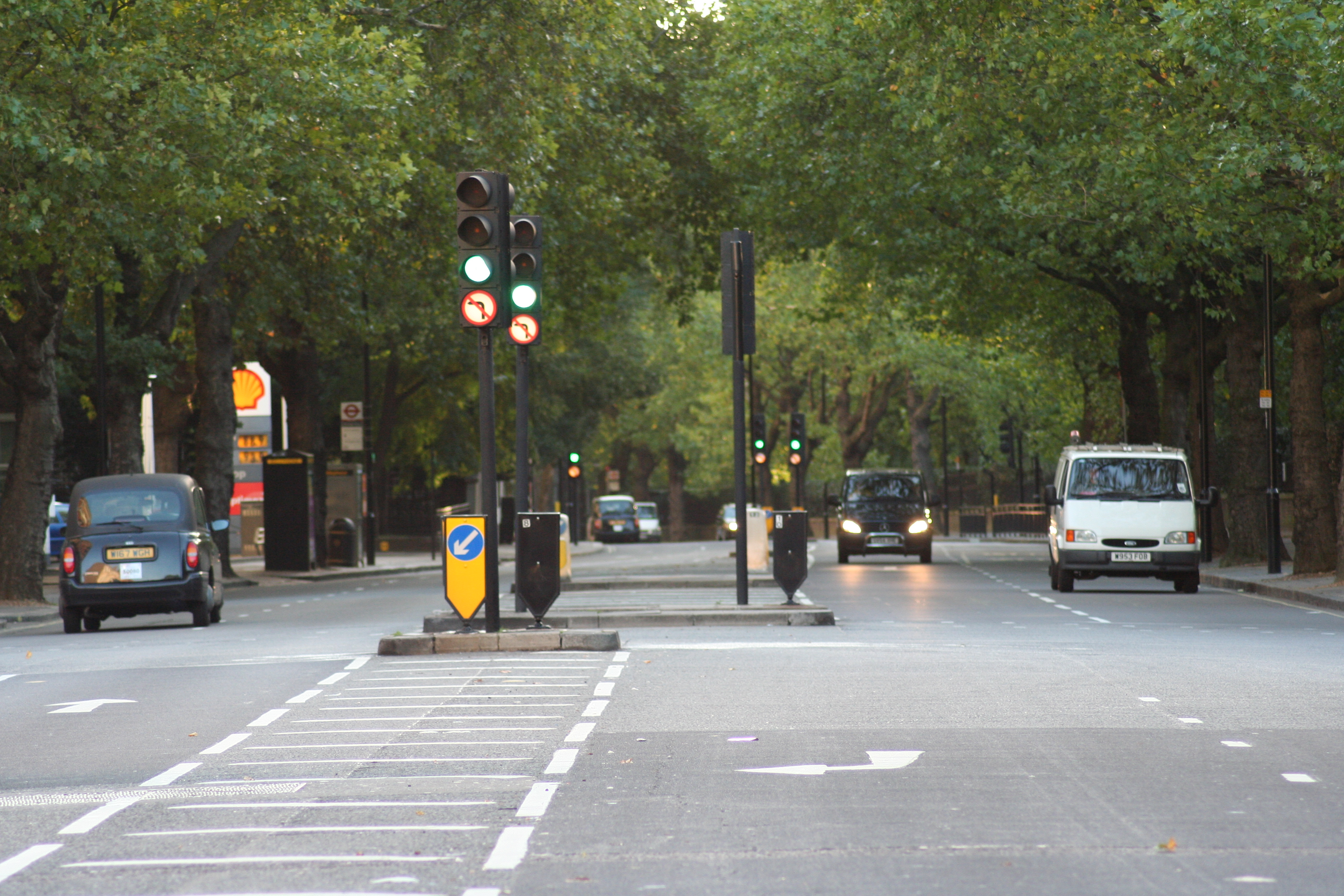
Bayswater Road